# Region Bodensee-Oberschwaben
Region Bodensee-Oberschwaben – region w Niemczech, w kraju związkowym Badenia-Wirtembergia, w rejencji Tybinga. Siedzibą regionu jest miasto Ravensburg.

## Podział administracyjny
W skład regionu Bodensee-Oberschwaben wchodzą:
- trzy powiaty ziemskie (Landkreis)

Powiaty ziemskie:
| Lp. | Nazwa powiatu                | Ludność (31 grudnia 2022) | Powierzchnia km² | Liczba gmin |
| --- | ---------------------------- | ------------------------- | ---------------- | ----------- |
| 1   | Jezioro Bodeńskie (Bodensee) | 222.712                   | 664,74           | 23          |
| 2   | Ravensburg                   | 290.911                   | 1.632,08         | 39          |
| 3   | Sigmaringen                  | 134.045                   | 1.204,22         | 25          |